# Alfredo Barroso
Alfredo José Somera Simões Barroso GCC (Roma, 21 de Janeiro de 1945) é um cronista, jornalista, ex-deputado e ex-Secretário de Estado português.

## Biografia

### Família
Filho de pai português, Virgílio Simões Barroso, matemático, e mãe italiana, Celide Somera. Neto do capitão Alfredo José Barroso, militar anti-salazarista que foi duramente perseguido pelo Estado Novo. É primo-irmão de Mário Barroso e de Eduardo Barroso e de João Barroso Soares, sobrinho paterno de Maria Barroso e sobrinho paterno por afinidade de Mário Soares.

### Formação
Em 1968 licenciou-se em Direito pela Faculdade de Direito da Universidade de Lisboa.

### Jornalismo
Jornalista profissional, trabalhou como redactor nos jornais "A Capital" (1969-1973), "O Século" (1973-1974) e "O Tempo e o Modo".

### Política
Alfredo Barroso, pertenceu à Acção Socialista Portuguesa, em 1969, fez parte da Comissão Coordenadora da Comissão Eleitoral de Unidade Democrática (CEUD) e foi também um dos membros fundadores do Partido Socialista.
Foi eleito deputado do grupo parlamentar do Partido Socialista pelo Círculo de Lisboa à Assembleia da República nas Eleições legislativas de 1980, nas de 1983 e nas de 1985.
No IX Governo Constitucional de Portugal (Bloco Central), chefiado por Mário Soares foi Secretário de Estado da Presidência do Conselho de Ministros.
Foi chefe da Casa Civil do Presidente da República Mário Soares.
A 13 de Fevereiro de 1996 foi agraciado com a Grã-Cruz da Ordem Militar de Nosso Senhor Jesus Cristo.
Foi comentador ocasional no Jornal das 9 da SIC Notícias.
Em Abril de 2014, declarou o seu apoio à lista do Bloco de Esquerda às Eleições Europeias.
A 26 de Fevereiro de 2015, decidiu abandonar o Partido Socialista, por causa das declarações do seu líder e líder da oposição António Costa, que elogiou a forma como Portugal estava a vencer a crise, concluindo que o país está diferente de há quatro anos.
Em Junho de 2015, acusou a direcção do seu antigo Partido de estar a ser cobarde e hipócrita na gestão do Caso José Sócrates (que então se encontrava em prisão preventiva).
Anunciou publicamente a 26 de Novembro de 2020 o seu apoio à candidatura de João Ferreira à Presidência da República.

### Condecorações[16][11]
- Grã-Cruz da Ordem Real da Estrela Polar da Suécia (28 de Janeiro de 1987)
- Grã-Cruz da Ordem Nacional do Cruzeiro do Sul do Brasil (15 de Abril de 1987)
- Comendador da Ordem de Rio Branco do Brasil (21 de Maio de 1987)
- Comendador da Real Ordem Norueguesa de Santo Olavo da Noruega (21 de Maio de 1987)
- Grande-Oficial da Ordem do Mérito do Senegal (21 de Maio de 1987)
- Grande-Oficial da Ordem de Rio Branco do Brasil (21 de Maio de 1987)
- Comendador da Ordem Nacional do Mérito de França (22 de Maio de 1987)
- Grã-Cruz da Ordem do Libertador da Venezuela (18 de Novembro de 1987)
- Grã-Cruz da Ordem Pro Merito Melitensi da Ordem Soberana e Militar Hospitalária de São João de Jerusalém, de Rodes e de Malta (9 de Maio de 1989)
- Grã-Cruz da Ordem do Mérito do Equador (19 de Janeiro de 1990)
- Grande-Oficial da Ordem Nacional do Mérito de França (7 de Maio de 1990)
- Grã-Cruz do Mérito com Estrela da Ordem do Mérito da República Federal da Alemanha Ocidental (17 de Julho de 1990)
- Grã-Cruz da Ordem da Fénix da Grécia (15 de Novembro de 1990)
- Grã-Cruz da Ordem do Mérito de Chipre (20 de Dezembro de 1990)
- Grã-Cruz da Ordem do Leão da Finlândia da Finlândia (12 de Março de 1991)
- Grã-Cruz da Ordem de Orange-Nassau da Holanda (25 de Março de 1992)
- Grã-Cruz da Ordem de Bernardo O'Higgins do Chile (5 de Março de 1993)
- Excelentíssimo Senhor Grã-Cruz da Ordem do Mérito Civil de Espanha (16 de Setembro de 1993)
- Grã-Cruz da Ordem da República da Tunísia (26 de Outubro de 1993)
- Grã-Cruz da Ordem de Ouissam Alaoui de Marrocos (20 de Fevereiro de 1995)
- Grã-Cruz da Ordem Militar de Nosso Senhor Jesus Cristo de Portugal (13 de Fevereiro de 1996)
- Grã-Cruz da Ordem de Rio Branco do Brasil (25 de Julho de 1996)

## Livros editados
- Portugal, a democracia difícil (1975)[17]
- Poemas rudimentares (1978)[18]
- PS, fronteira da liberdade: entre militantes (1979)[19]
- Janela indiscreta: diários, crónicas e retratos (1990)[20]
- A televisão que temos (1995)[21]
- Contra a Regionalização (1999)[22]
- O futebol visto do sofá: do mundial de 1994 ao mundial de 2002 (2002)[23]
- Guerras Limpas (2005) com prefácio de Mário Soares[24]
- A Crise da Esquerda Europeia (2012)[25]